# Lagleygeolle
Lagleygeolle is een gemeente in het Franse departement Corrèze (regio Nouvelle-Aquitaine) en telt 234 inwoners (1999). De plaats maakt deel uit van het arrondissement Brive-la-Gaillarde.

## Geografie
De oppervlakte van Lagleygeolle bedraagt 19,8 km², de bevolkingsdichtheid is 11,8 inwoners per km².
De onderstaande kaart toont de ligging van Lagleygeolle met de belangrijkste infrastructuur en aangrenzende gemeenten.

## Demografie
Onderstaande figuur toont het verloop van het inwonertal (bron: INSEE-tellingen).